# Paul Brasack (Marineoffizier)

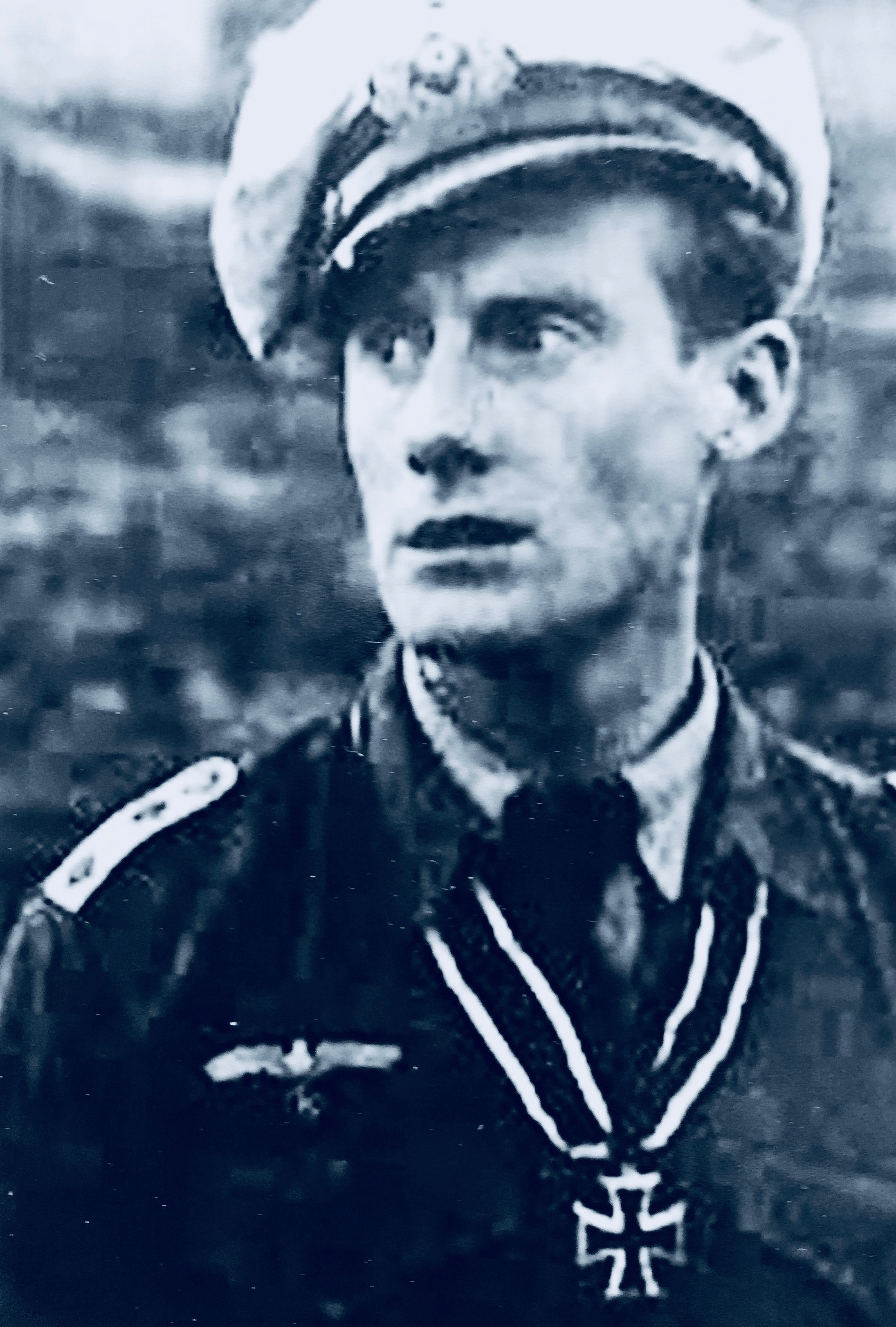
Paul Brasack 1. November 1944 in Narvik

Paul Brasack (* 9. Mai 1916 in Stettin; † 11. März 2013 in Bad Pyrmont) war ein deutscher Marineoffizier.

## Leben
Paul Brasack wuchs als Sohn des Landgerichtsrats Friedrich Brasack in Greifswald auf.  Er trat am 21. September 1937  in die Kriegsmarine ein und wurde am 1. April 1938 Fähnrich zur See.

### Im Weltkrieg
Zu Beginn des Zweiten Weltkrieges nahm er im September 1939 an einer Beobachterausbildung der Seeflieger-Waffenschule in Parow teil. Am 1. Juli wurde er zum Oberfähnrich und am 1. August 1939 zum Leutnant zur See befördert. Im April 1940 war er als Beobachter bei der Küstenfliegerstaffel 1./706 eingeteilt und ab Juli 1940 als Staffelführer beim I./KG 28 tätig. Ab Juni 1941 diente er im Stab des IX. Fliegerkorps und wurde im September des gleichen Jahres zum Oberleutnant zur See befördert. Von März bis August 1942 absolvierte er die Ausbildung zum U-Boot Führer.
Am 30. Januar 1943 wurde er Kommandant von U 737 (U-Boot-Klasse VII C) und absolvierte zwischen 20. Juli 1943 und 31. Oktober 1944 insgesamt 23 Feindfahrten. Von den Häfen Hammerfest, Harstad, Narvik, Trondheim, Tromsö und Bogenbucht aus, war er 216 Tage auf Feindfahrt. Am 1. Juli 1944 war er zum Kapitänleutnant befördert worden, zwischen Dezember 1944 bis zum Kriegsende im Mai 1945 fungierte er als Ausbildungsleiter in der 25. U-Bootflottille. Er geriet bei der Kapitulation in Flensburg in Gefangenschaft, aus der er am 15. August 1947 wieder entlassen wurde.

### Nachkriegszeit
Er trat am 1. Oktober 1957 in Flensburg im Rang eines Korvettenkapitäns in die Bundesmarine ein. Von Oktober 1962 bis März 1964 war er Kommandant des Zerstörers 2, darauf arbeitete er von 1964 bis 1968 im Bundesministerium der Verteidigung in Bonn. Von 1968 bis 1971 fungierte er als Marineattaché an der deutschen Botschaft in Washington. Ab 1971 diente er als Kapitän zur See als Leiter des Standortkommandos der Bundeswehr in Hamburg und trat 1974 in den Ruhestand. Bis zu seinem Tod lebte Paul Brasack in Bad Pyrmont.
Auszeichnungen
- U-Boot-Frontspange in Bronze am 28. Oktober 1944
- Ritterkreuz am 30. Oktober 1944